# John Foot
John Foot (Londra, 8 novembre 1964) è uno storico britannico specializzato in storia italiana, oggi Chair of Italian al Dipartimento di Italianistica dell'Università di Bristol, nel Regno Unito.

## Biografia
Laureatosi presso l'Università di Oxford in Scienze politiche, filosofia ed economia nel 1986, nel 1991 ha ottenuto un PhD presso l'Università di Cambridge con una tesi sui movimenti socialisti a Milano negli anni 1914-1921.
A partire dal 1989 fino al 1995 è stato docente associato presso l'università di Cambridge, tenendo seminari sulla storia italiana e francese del XX secolo.
In seguito, ha insegnato materie legate alla storia e alla politica europea (ed in particolare italiana) presso diverse prestigiose università inglesi, tra cui l'Università di Reading, la Keele University e la Università di Strathclyde.
Dal 1996 al 2000 ha lavorato presso il Dipartimento di Italiano dello University College of London (UCL), per poi diventare, fino al 2004, docente di storia italiana per il medesimo istituto.
Dal 1994 al 1997 è stato segretario della Association for the Study of Modern Italy, rimanendo nel comitato esecutivo fino al 1999.
Nel 1999 è stato insignito dall'università di Cambridge del Premio Dyos per la Storia Urbana (Dyos Prize in Urban History).
Nel 2001 pubblica Milan since the Miracle, uno studio sulla storia culturale del capoluogo lombardo a partire dagli anni Cinquanta, incentrata sugli aspetti sociali ed economici; nel 2015 esce una nuova edizione del testo, con la nuova prefazione.
Del 2002 è uno studio sui flussi migratori dell'hinterland milanese, a Pero.
Foot ha collaborato a numerose pubblicazioni, tra cui alcune per Feltrinelli e Il Saggiatore. Dal 2003 fa parte del comitato editoriale di Novecento, una rassegna di storia contemporanea a pubblicazione semestrale, edita dall'Istituto storico di Modena.
A partire dal 1992 ha tenuto cicli di conferenze presso prestigiose università italiane (Politecnico di Milano, Politecnico di Torino, Università degli Studi "Gabriele d'Annunzio", IULM e Interaction Design Institute Ivrea), sui temi dei moti migratori post-bellici e delle evoluzioni urbanistiche delle città italiane, specialmente riguardo al caso di Milano. Oltre a questi temi principali, l'attività editoriale di Foot ha riguardato anche altri aspetti della cultura italiana, quali il periodo del boom economico, le prigioni belliche milanesi, il ruolo del capoluogo lombardo nel cinema e nei media, le stagioni terroristiche e, di recente, lo studio critico della storia del calcio italiano e delle sue influenze nella vita politica, sociale ed economica della nazione. Sull'onda del successo di quest'ultimo volume, è in preparazione uno studio analogo sul mondo del ciclismo.
Nel 2006 pubblica Calcio, un corposo saggio di storia critica del calcio in Italia, che analizza le vicende dello sport e i suoi influssi nei diversi aspetti della storia nazionale. Le diverse edizioni contengono aggiornamenti agli scandali di calciopoli e ai successi dei Mondiali di calcio 2006. È stato pubblicato in forma ampliata e localizzata in Italia e negli USA.
Ha fatto parte della giuria del concorso La Città di Città, organizzato dalla Provincia di Milano, e nel 2007 è stato nella giuria del premio DH Lawrence organizzato dalla Provincia di Cagliari.

## Opere
- Milano dopo il miracolo. Biografia di una città (Milan since the Miracle. City, Culture, Identity, 2001), traduzione di E. Squirru e S. Valenti, Collezione Campi del sapere n.342, Milano, Feltrinelli, 2003, ISBN 978-88-071-0342-1. - Nuova Prefazione dell'Autore, Collana UEF. Saggi, Milano, Feltrinelli, 2015, ISBN 978-88-078-8586-0.
- Pero: Città di Immigrazione (1950-1970), Comune di Pero, Pero, 2002.
- Disastro! Disasters in Italy since 1860: Culture, Politics, Society, con John Dickie e Frank Snowden, St Martins/Palgrave, New York, 2002. [raccolta di saggi sui disastri naturali e non della storia italiana, che tratta anche in parte le vicende terroristiche degli Anni di piombo ]
- Modern Italy, Macmillan/Palgrave, Londra e New York, 2003; IIª ed., Red Globe, 2014, ISBN 978-02-303-6033-4. [analisi tematica di alcuni aspetti della storia italiana, considerato uno dei testi base per lo studio della storia italiana nel mondo anglofono]
- Calcio. 1898-2006. Storia dello sport che ha fatto l'Italia (Calcio. A History of Italian Football, 2006), traduzione di F. Ravera, Milano, Rizzoli, 2007, ISBN 978-88-170-1392-5. - ed. aggiornata, Collana Bur Saggi, Milano, BUR, 2010, ISBN 978-88-170-4133-1. [ed. USA col titolo: Winning at all costs. A History of Triumph, Tragedy and Corruption in Italian Soccer, Nation Books, New York, 2007]
- Fratture d'Italia. Da Caporetto al G8 di Genova. La memoria divisa del Paese (Italy's Divided Memory, 2009), Collana Saggi stranieri, Milano, Rizzoli, 2009, ISBN 978-88-170-3435-7.
- Pedalare! La grande avventura del ciclismo italiano (Pedalare! Pedalare!, 2006), traduzione di N. Stabilini, Collana Storica, Milano, Rizzoli, 2011, ISBN 978-88-170-4972-6.
- La "Repubblica dei Matti". Franco Basaglia e la psichiatria radicale in Italia, 1961-1978 (The Man who Closed the Asylums, 2015), traduzione di Enrico Basaglia, Collana Storie, Milano, Feltrinelli, 2014, ISBN 978-88-071-1137-2.
- L'Italia e le sue storie 1945-2019 (The Archipelago: Italy Since 1945, 2018), traduzione di Enrico Basaglia, Collana I Robinson. Letture, Roma-Bari, Laterza, 2019, ISBN 978-88-581-0488-0.
- Gli anni neri. Ascesa e caduta del fascismo (Blood and Power: The Rise and Fall of Italian Fascism, 2022), traduzione di Luca Falaschi, Collana I Robinson. Letture, Roma-Bari, Laterza, 2022, ISBN 978-88-581-2987-6.

### Curatele
- Le città visibili. Spazi urbani in Italia, culture e trasformazioni dal dopoguerra a oggi (Italian Cityscapes: Culture and Urban Change in Italy from the 1950s to the Present Day, 2004), traduzione di F. Maioli, a cura di J. Foot e Robert Lumley, Collana La Cultura n.621, Milano, Il Saggiatore, 2007, ISBN 978-88-428-1336-1.

### Saggi in volumi collettanei
- The Logic of Contradiction. Migration Controls in Italy and France, 1980-1993, in Migration and European Integration. The Dynamics of Inclusion and Exclusion, Pinter, London, 1995.
- The Left Opposition and the Crisis. Rifondazione Comunista and La Rete: 1989-1994, in The New Italian Republic: from the fall of the Berlin Wall to Berlusconi, Routledge, London, 1996.
- Il boom dal basso: famiglia, trasformazione sociale, lavoro, tempo libero e sviluppo alla Bovisa e Comasina (Milano), 1950-1970, in Tra fabbrica e società. Mondi operai nell'Italia del Novecento, Annali Feltrinelli XXX, Feltrinelli, Milano, 1997.
- Encyclopedia of Italian Culture, a cura di G. Moliterno, Routledge, London, 2000. [voci su Urban planning, Economic Miracle, Housing Policy]
- La gente e il buon costume: Luchino Visconti's Rocco e i suoi fratelli, Censorship and the Left in Italy, 1960-1961, in Reflexivity. Critical themes in the Italian Cultural Tradition. Essays by members of the Department of Italian at University College London, Ravenna, Longo, 2000.
- Popolazioni in movimento dalla città industriale alla regione postindustriale, in CGIL Lombardia, Work and Time; Lavoro e Tempo, Cd-Rom, Milano, 2000.
- La strage e la città. Milano e Piazza Fontana, 1969-1999, in La memoria contesa. Studi sulla comunicazione sociale del passato, FrancoAngeli, Milano, 2001.
- The Creation of a ‘Dangerous Place’. San Salvario, Turin, 1990-1999, in The Mediterranean Passage. Migration and New Cultural Encounters in Southern Europe, Liverpool, Liverpool University Press, 2001.
- Memoria e Funerali. Da Piazza Fontana a Enrico Baj, 1969-2000, Bologna, Il Mulino, 2002.
- Popolazioni in movimento dalla città industriale alla regione postindustriale, in Lavorare in Lombardia. Mutamenti strutturali e nuovi obiettivi di sviluppo, Milan, Franco Angeli, 2002.
- voce Milano in Encyclopedia of Modern Europe. Europe 1789-1914, a cura di John Merriman and Jay Winter, Charles Scribner's Sons, 2006.
- Mapping Diversity in Milan. Historical Approaches to Urban Immigration, FEEM working paper, 110/06, August 2006.
- voce Southern Italian Immigrant Workers in Northern Italy: 1945-1975, in European Encyclopedia of Migration, Verlag Ferdinand Schoeningh, 2011.
- Le elezioni italiane viste dall'Inghilterra, in L'Italia a metà. Dentro il voto del paese diviso, a cura di Renato Mannheimer e Paolo Natale, Milano, Cairo editore, 2006.
- Divided Memories in Italy. Stories from the Twentieth and Twenty-first Centuries, in Hannes Obermair, Sabrina Michielli (a cura di), Erinnerungskulturen des 20. Jahrhunderts im Vergleich – Culture della memoria del Novecento al confronto (Hefte zur Bozner Stadtgeschichte/Quaderni di storia cittadina 7), Bolzano, Città di Bolzano, 2014, ISBN 978-88-907060-9-7, pp. 172–188.

### Video e documentari
- Ringhiera. Story of a House (Ringhiera. Storia di una casa), con Dan Sayer. Documentario, 2004, 53 minuti. Candidato al Filmmaker international documentary film festival a Milano nel 2004.
- City of immigration. Pero, 20 minuti, 2005.
- Memory and Place. Milan (Bovisa). 2003 (con Dan Sayer). Documentario per la Oral History Conference a Washington, Ottobre 2003, 23 minuti.